# Restaurant Smink
Smink is een restaurant in Wolvega dat in 2019 opende. Bij de uitreiking van de Michelinsterren voor 2023 ontving het één ster.

## Locatie
Het restaurant is gelegen in het centrum van de Friese plaats Wolvega. Een hoekpand op de Heerenveenseweg en de Steenwijkerweg huisvest de eetgelegenheid. Voorheen was er een tapasrestaurant en daarvoor een brasserie gevestigd. De inrichting van de zaak heeft natuurlijke elementen, zoals een lange houten tafel, eetbare planten en een grote halfopen houten kast.

## Geschiedenis
Chef Jan Smink begon zijn carrière in De Heeren van Harinxma op Landgoed Lauswolt. Hij deed verder onder andere ervaring op in het met drie Michelinsterren bekroonde restaurant De Librije. De eigenaren van de laatstgenoemde horecagelegenheid opende Smink op 20 september 2018.
In april 2023 bij de uitreiking van de Michelinsterren voor 2023, ontving Smink een ster. In hetzelfde jaar en het jaar daarna werd de eetgelegenheid onderscheiden met 16,5 van de maximaal te behalen 20 punten in de GaultMillau-gids. De Nederlandse gids Lekker plaatste het restaurant in 2022 in plaats 61 van de 100 beste restaurants in Nederland, een jaar later steeg Smink naar de 51ste plek.
De chef-kok van het restaurant doet al jaren mee aan internationale kookwedstrijden. Zo maakte hij in 2011, 2015 en 2017 onderdeel uit van het Nederlandse team op de Bocuse d’Or in Lyon, waar hij in 2015 negende werd en in 2017 aanvoerder was van het team. In 2023 werd hij eerste op de 51ste editie van de Le Taittinger Prix Culinaire in Londen.